# Cedi (casa discografica)
La Cedi è una casa discografica italiana nata nel 1956 dapprima con il nome Italia Canta, poi DNG ed infine, dal 1966, Cedi-Compagnia Editrice e Discografica Internazionale.
Negli anni '60 ha anche pubblicato alcuni dischi con il marchio Moon Records.

## Storia
L'etichetta viene fondata a Torino nel 1956 con il nome Italia Canta, con sede in Via Lagrange 8; solo dal 1958 però verranno pubblicati i primi titoli. Per i quattro anni successivi usciranno quasi trenta dischi, fra 45 giri e 33 giri di piccolo formato, generalmente improntati ai filoni della musica popolare e di protesta. Su Italia Canta escono tutti i dischi di Cantacronache, sia che fossero espressamente intestati, sia che risultassero a nomi individuali (Fausto Amodei, Margot), come anche le antologie di canzoni di altri paesi del mondo, eseguiti e/o selezionati da Michele Straniero, Sergio Liberovici e altri.
Nel 1963, mantenendo pressoché inalterati i propri standard, la Casa discografica cambia il nome in DNG (acronimo dalle iniziali dei tre proprietari Dolino, Nahum e Gillio), e cambia, contestualmente, anche la catalogazione del materiale, dove viene ristampata tutta la produzione del vecchio marchio. Per la distribuzione si appoggia ora alla Ri-Fi.
Con l'ingresso del maestro Dell'Utri come direttore artistico ed il definitivo cambio di denominazione, inizia a pubblicare nella seconda metà degli anni '60 anche dischi di altri generi, come il beat, stampando tra gli altri su etichetta Moon Records alcuni 45 giri degli Uh! e dei Volti '70. Continua tuttora l'attività.
Tra le sottoetichette che ha distribuito è da ricordare Il Falò, con sede in via Massena a Torino, che ha pubblicato tra gli altri alcuni dischi di Renzo Gallo.

## Dischi
La datazione qui riportata si basa sull'etichetta del disco o sulla copertina; qualora nessuno di questi elementi abbia una datazione, è basata sulla numerazione del catalogo.

### 33 giri
| Etichetta | Numero di catalogo | Anno | Interprete                                                                                 | Titoli                                                 |
| --------- | ------------------ | ---- | ------------------------------------------------------------------------------------------ | ------------------------------------------------------ |
| DNG       | GLP-81001          | 1963 | Coro del Circolo Musicale ARCI "A. Toscanini" diretto da Enrico Lini, a cura di Enzo Lalli | Canti partigiani                                       |
| DNG       | GLP-81024          | 1968 | Leoncarlo Settimelli                                                                       | Ogni giorno in piazza                                  |
| DNG       | GLP-81026          | 1968 | Canzoniere Internazionale                                                                  | Canta Cuba libre                                       |
| Cedi      | TC 85006           | 1969 | Daisy Lumini                                                                               | Daisy come folklore                                    |
| Cedi      | TC 85009           | 1970 | Daisy Lumini                                                                               | La donna del vento - Daisy Lumini canta Anne Sylvestre |
| Cedi      | TC 85010           | 1970 | Beppe Chierici & Daisy Lumini                                                              | La cattiva erba. Contro la guerra e le armi            |
| Cedi      | SAN 9771           | 1981 | Enzo Mairo                                                                                 | Un giorno o l'altro                                    |
| Cedi      | SAN 9772           |      | Enzo Mairo                                                                                 | Vorrei volare                                          |

### EP
| Etichetta | Numero di catalogo                                            | Anno             | Interprete                       | Titoli                                                                                             |
| --------- | ------------------------------------------------------------- | ---------------- | -------------------------------- | -------------------------------------------------------------------------------------------------- |
| DNG       | GEP 80001 (inizialmente stampato con catalogazione FA-g 0111) | 15 febbraio 1963 | Fausto Amodei                    | Le canzoni di Fausto Amodei 1                                                                      |
| DNG       | GEP 80002                                                     | 15 maggio 1963   | Fausto Amodei                    | Le canzoni di Fausto Amodei 2                                                                      |
| DNG       | GEP 80009                                                     | 1964             | Margot e Silverio Pisu           | Canti per noi                                                                                      |
| DNG       | 591                                                           | Dicembre 1964    | Franca Tamantini e Silverio Pisu | M'han robà/Canzone dei treni che arrivano in orario/E' festa di aprile/La ballata dei tre compagni |

### 45 giri
| Etichetta    | Numero di catalogo | Anno | Interprete                                        | Titoli                                                  |
| ------------ | ------------------ | ---- | ------------------------------------------------- | ------------------------------------------------------- |
| DNG          | GNP-NP 79001       | 1963 | Duilio Del Prete                                  | Cuore della città/Nel mondo dei beati                   |
| DNG          | GNP-NP 79002       | 1964 | Mario Pogliotti                                   | È fatto giorno/Un paese vuol dire non essere soli       |
| DNG          | GNP-NP 79003       | 1963 | Duilio Del Prete                                  | Quando tornano i ricordi/Vieni ad aspettarmi            |
| DNG          | GNP-NP 79004       | 1964 | Artur Eisien (lato A)/Georgiy Vinogradov (lato B) | I Russi vogliono la guerra?/Katiuscia                   |
| DNG          | GNP-NP 79007       | 1964 | Margot (lato A)/esecutore anonimo (lato B)        | Canto per noi/Alla memoria del compagno J. G. Grimau    |
| DNG          | GNP-NP 79008       | 1964 | Margot (lato A)/Fausto Amodei (lato B)            | Badoglieide/Dongo                                       |
| DNG          | GNP-NP 79010       | 1964 | Margot e Silverio Pisu                            | La morte di Anita Garibaldi/Sto il giorno sulla porta   |
| DNG          | GNP-NP 79011       | 1966 | Fausto Amodei                                     | Il tarlo/Il gallo                                       |
| DNG          | GNP-NP 79012       | 1966 | Fausto Amodei                                     | Lettera dalla caserma/Una vita di carta                 |
| Moon Records | GNP-NP 79018       | 1967 | Uh!                                               | Se ci fossi tu/Oh no, non credo                         |
| Moon Records | GNP-NP 79019       | 1967 | Uh!                                               | Mai nessuno al mondo/Aspetti il mio ritorno             |
| Moon Records | GNP-NP 79020       | 1967 | Silvana Dei                                       | Mini mini mini gonna/Eravamo in tre                     |
| Moon Records | GNP-NP 79021       | 1967 | Canzoniere dell'Armadio                           | A chi chiama/Li abbiam chiamati alleati                 |
| Moon Records | GNP-NP 79022       | 1967 | Canzoniere dell'Armadio                           | Ninna Nenni/Il fucile del partigiano/Quando lo sciopero |
| Moon Records | GNP-NP 79023       | 1968 | Canzoniere dell'Armadio                           | Nell'unione sta la forza/Si spera                       |
| Moon Records | GNP-NP 79024       | 1968 | Eligio Irato e The Phantom's                      | Noi trionferemo/Vieni qui vicino                        |
| Moon Records | GNP-NP 79025       | 1968 | Volti '70                                         | Sono libero/Aspetterò un nuovo giorno                   |
| Moon Records | GNP-NP 79026       | 1968 | Uh!                                               | È finita/Cieli azzurri                                  |
| Moon Records | GNP-NP 79027       | 1968 | Leoncarlo Settimelli                              | Comandante Che Guevara/La festa dell'Unità              |
| Moon Records | GNP-NP 79028       | 1968 | Leoncarlo Settimelli                              | Ballata per Ho-Chi-Minh/Ci siam spezzati le mani        |
| Moon Records | GNP-NP 79029       | 1968 | Eligio Irato e Laura Caglio                       | Oh, pace!/In memoria di John Martin Bob                 |

### 45 giri - Etichetta Il Falò
| Numero di catalogo | Anno           | Interprete        | Titoli                                                      |
| ------------------ | -------------- | ----------------- | ----------------------------------------------------------- |
| AD 801             | 1968           | Renzo Gallo       | Stornelli 'd la mala 1ª parte/Stornelli 'd la mala 2ª parte |
| AD 802             | 1968           | Renzo Gallo       | 'l spaciafornell/L'uzlin d'Agnese                           |
| AD 803             | 1968           | Renzo Gallo       | La mama 'd Rosina/Strofette turineise                       |
| AD 804             | 1968           | Piero Parodi      | Che tempi/Popon de pessa                                    |
| AD 805             | 1968           | Piero Parodi      | O lidin o lidin o lidena/Lunn-a a Marasci                   |
| AD 806             | 1968           | Piero Parodi      | L'eroe d'Abissinia/I trei negozi                            |
| AD 807             | 1969           | Piero Parodi      | Piccon dagghe cianin!/A mancinn-a (la gru)                  |
| AD 808             | 1969           | Piero Parodi      | Bocca de reusa/Serenata imbriaegonn-a                       |
| AD 809             | 1969           | Piero Parodi      | Fiocco giano/Strofe dispettose                              |
| AD 810             | 1969           | Renzo Gallo       | Zorro il grande/Un caffè al cianuro                         |
| AD 811             | 28 maggio 1969 | Renzo Gallo       | Filiberta/Mia suocera                                       |
| AD 812             | 1969           | Renzo Gallo       | L'atachin/Cosa l'ai mai fait                                |
| AD 819             | 1970           | Piero Parodi      | Ballata triste (a cançon do Balilla)/A famiggia di Lippe    |
| AD 820             | 1970           | Piero Parodi      | O Baccicin vattene a ca'/Profumo de Zena                    |
| AD 821             | 1970           | Piero Parodi      | E donne/A serenata do frisciola                             |
| AD 822             | 1970           | Beppe 'd Môncale' | Me mongardin/Ingenuità                                      |
| AD 823             | 1970           | Beppe 'd Môncale' | Ingenuità/La mazurka internazionale                         |
| AD 824             | Luglio 1970    | Renzo Gallo       | La ca' popular/Lettera da le Nove                           |
| AD 825             | Luglio 1970    | Renzo Gallo       | Tango maledetto/L'ultim salut                               |
| AD 826             | Luglio 1970    | Renzo Gallo       | Turna a ca'/Battista 'l gasista                             |